# Präsidentschaftswahl in Kolumbien 2006
Die Präsidentschaftswahl in Kolumbien 2006 fand am 28. Mai statt. Der Amtsinhaber Álvaro Uribe Vélez wurde wiedergewählt im ersten Wahlgang mit 62,2 % der Stimmen. Seine zweite Amtszeit begann am 7. August 2006.

## Verfassungsreform 2004
Seit 2003 versuchte der amtierende Präsident Álvaro Uribe, die Verfassung zu ändern, um seine Wiederwahl zu ermöglichen. Dies gelang ihm durch einen Gerichtsbeschluss vom 19. Oktober 2005 zusammen mit dem „Ley de Garantías“ (spanisch: Garantiegesetz), das am 1. November 2005 verabschiedet und am 11. November vom Verfassungsgericht bestätigt wurde. Am 27. November 2005 gab Uribe seine Kandidatur bekannt. Er war somit der erste Präsident Kolumbiens, der sich einer Wiederwahl stellt.

## Kandidaten
Zur Wahl standen neben Uribe der Kandidat der Liberalen Partei, Horacio Serpa, der Mitte-Links-Kandidat Carlos Gaviria vom Polo Democrático Alternativo und der ehemalige Bürgermeister der Hauptstadt Bogotá, Antanas Mockus, der für eine kleine Partei antrat, die sich für die Rechte der Indios einsetzt. Serpa trat bereits zum dritten Mal für die Liberale Partei an. Der konservativen Partei, dem traditionellen Gegenpol der Liberalen Partei, gelang es aufgrund interner Streitigkeiten nicht, einen Kandidaten aufzustellen; sie unterstützte daher Uribe.
Álvaro Uribe trat gemeinsam mit seinem Vizepräsidenten Francisco Santos Calderón zur Wahl an.
Horacio Serpa, der bereits zum dritten Mal in Folge für die liberale Partei für das Präsidentenamt kandidierte, hatte sich in den parteiinternen Vorwahlen im März 2006 deutlich gegen Rafael Pardo, Andrés González und Rodrigo Rivera durchgesetzt. Sein Kandidat für das Amt des Vizepräsidenten war Ivan Marulanda.
Der Senator und ehemalige Verfassungsrichter Carlos Gaviria Díaz, der Kandidat der neuen Linkspartei Polo Democrático Alternativo trat gemeinsam mit der Schriftstellerin Patricia Lara Sarive an, nachdem er in den parteiinternen Vorwahlen überraschend seinen Konkurrenten Antonio Navarro Wolff besiegt hatte.
Antanas Mockus, ein Philosoph und ehemaliger Bürgermeister der Hauptstadt Bogotá, der sich als unabhängiger Politiker einen Namen gemacht hatte, trat für die politisch unbedeutende Partei Alianza Social Indígena an. Seine Kandidatin für das Amt der Vizepräsidentin war María Isabel Patiño Osorio.
Weiterhin nahmen Enrique Parejo González, Álvaro Leyva Durán und Carlos Arturo Rincón Barreto an der Wahl teil; sie erreichten aber alle unter 0,5 % der Stimmen.

## Wahlkampf
Um sich weiterhin parteilos zur Wahl stellen zu können, musste Uribe bis zum 16. Dezember 2005 über 360.000 Unterschriften sammeln, was er mit 1.318.262 Unterschriften leicht erreichte. Uribes Kandidatur wurde von mehreren neu gegründeten Parteien unterstützt (Partido de la U, Cambio Radical, Alas-Equipo Colombia und Colombia Democrática).
Als Teil des „Ley de Garantías“, das eine Bevorteilung des Amtsinhabers gegenüber den anderen Kandidaten verhindern sollte, durfte Uribe seinen Wahlkampf erst am 28. Januar 2006 beginnen. Er musste sich aus demselben Grund bis zu diesem Datum aktiv aus der Öffentlichkeit und den Medien zurückziehen.

## Gewalt im Vorfeld der Wahlen
Aufgrund des seit über vierzig Jahren andauernden bewaffneten Konflikts und des harten Vorgehens der Regierung Uribe gegen die FARC, die größte Guerillagruppe des Landes, befürchteten viele kolumbianische und internationale Beobachter eine Welle der Gewalt vor den Präsidentschaftswahlen. Im April 2006 wurden Anschläge auf das TransMilenio-Netz in der Hauptstadt Bogotá verübt, und es ereignete sich eine Explosion in einem Wohnhaus in Bogotá, bei der sechs Menschen starben. Am 27. April 2006 wurde Liliana Gaviria, die Schwester des Kandidaten der Liberalen Partei, getötet, nachdem die FARC vorher erfolglos versucht hatte, sie zu entführen. Im Vergleich zu vorangegangenen Wahlen blieb es aber verhältnismäßig friedlich.
In der Vorwahlphase kam es zu Einschüchterungen und Drohungen paramilitärischer Gruppierungen, die sich auf Präsident Uribe beriefen, gegen Menschenrechtsorganisationen. Uribe hat sich von diesen Drohungen nicht distanziert.

## Wahlergebnis
Mit 62 % der Stimmen, dem höchsten Wert der letzten 80 Jahre, wurde Álvaro Uribe am 29. Mai in seinem Amt bestätigt. Zum zweiten Mal gelang es ihm als erstem kolumbianischen Präsidenten, bereits im ersten Wahlgang gewählt zu werden. Auch in absoluten Werten lag er mit 7,3 Millionen Stimmen vor allen seinen Vorgängern. Serpa erreichte das niedrigste Wahlergebnis der Liberalen Partei seit Jahrzehnten. Die neu gegründete linke Partei PDI erreichte mit über zwei Millionen Stimmen ein Rekordergebnis. Beobachter sprechen daher vom endgültigen Ende des traditionellen Zweiparteiensystems in Kolumbien.
Die Wahlbeteiligung sank im Vergleich zu den letzten Wahlen. 54,89 % der Wahlberechtigten gaben keine Stimme ab, 53,53 % waren es bei der letzten Wahl 2002 gewesen.
| Kandidaten                                      | Kandidaten                   | Parteien                                           | Stimmen    | %    |
| ----------------------------------------------- | ---------------------------- | -------------------------------------------------- | ---------- | ---- |
|                                                 | Álvaro Uribe Vélez           | Primero Colombia                                   | 7.397.835  | 62,4 |
|                                                 | Carlos Gaviria Díaz          | Polo Democrático Alternativo                       | 2.613.157  | 22,0 |
|                                                 | Horacio Serpa Uribe          | Partido Liberal Colombiano                         | 1.404.235  | 11,8 |
|                                                 | Antanas Mockus               | Movimiento Alianza Social Indígena                 | 146.583    | 1,2  |
|                                                 | Enrique Parejo González      | Reconstrucción Democrática Nacional                | 42.652     | 0,4  |
|                                                 | Álvaro Leyva Durán           | Movimiento Nacional de Reconciliación              | 18.263     | 0,2  |
|                                                 | Carlos Arturo Rincón Barreto | Movimiento Politico Comunal y Comunidad Colombiano | 15.388     | 0,1  |
| Votos en blanco                                 | Votos en blanco              | Votos en blanco                                    | 226.297    | 1,9  |
| Gesamt                                          | Gesamt                       | Gesamt                                             | 11.864.410 | 100  |
|                                                 |                              |                                                    |            |      |
| Ungültige Stimmen                               | Ungültige Stimmen            | Ungültige Stimmen                                  | 177.327    | 1,5  |
| Wähler                                          | Wähler                       | Wähler                                             | 12.041.737 | 45,0 |
| Wahlberechtigte                                 | Wahlberechtigte              | Wahlberechtigte                                    | 26.731.700 |      |
|                                                 |                              |                                                    |            |      |
| Quelle: Registraduría Nacional del Estado Civil |                              |                                                    |            |      |